# Фошандора
Фошандора (итал. Fosciandora) — коммуна в Италии, располагается в регионе Тоскана, в провинции Лукка.
Население составляет 670 человек (2008 г.), плотность населения составляет 35 чел./км². Занимает площадь 20 км². Почтовый индекс — 55020. Телефонный код — 0583.
Покровителем коммуны почитается святой Себастьян, празднование 20 января.

## Демография
Динамика населения:

## Администрация коммуны
- Официальный сайт: http://www.comune.fosciandora.lu.it/